# Joseph Falentin de Saintenac
Joseph Falentin de Saintenac est un homme politique français né le 8 juillet 1793 au Mas-d'Azil (Ariège) et mort le 25 novembre 1847 à Toulouse (Haute-Garonne).

## Biographie
Fils de César Falentin de Saintenac, député sous la Restauration, il entre en 1815 dans la garde du duc d'Angoulême. En 1823, il est conseiller de préfecture dans l'Ariège en 1823, puis en Seine-et-Oise en 1827.
Il est destitué en 1830 pour avoir refusé de prêter serment à Louis-Philippe. Par le vote censitaire, il est élu conseiller général du canton de Pamiers de 1833 à 1836 puis de 1847 à 1848. Il est député de l'Ariège de 1835 à 1837 et de 1839 à 1842, siégeant dans l'opposition légitimiste. 